# Bankekinds kontrakt
Bankekinds kontrakt var ett kontrakt i Linköpings stift inom Svenska kyrkan. Kontraktet var 1666-1724 förenat med Skärkinds kontrakt under namnet Bankekinds och Skärkinds kontrakt.

## Administrativ historik
Kontraktet var 1666-1724 förenat med Skärkinds kontrakt under namnet Bankekinds och Skärkinds kontrakt. Kontraktet upphörde 30 juni 1940 och bildade åter ett kontrakt med Skärkinds kontrakt.
- Bankekinds församling som före 1904 benämndes Svinstads församling
- Askeby församling
- Örtomta församling
- Åtvids församling
- Grebo församling
- Värna församling
- Vårdsbergs församling
- Björsäters församling, överfördes 1787 till Skärkinds kontrakt.
- Gärdserums församling, överfördes 1664 till Norra Tjust kontrakt.
- Landeryds församling, överfördes 1664 till Domprosteriet.

## Kontraktsprostar
Lista över kontraktsprostar.
| Ämbetstid | Namn                          | Levnadstid | Övrigt                                                                           |
| --------- | ----------------------------- | ---------- | -------------------------------------------------------------------------------- |
| 1429      | Olaus Wastonis                |            | Kyrkoherde i Vårdsbergs församling.                                              |
| 1547      | Laurentius Andreæ             | –1560      | Kyrkoherde i Örtomta församling.                                                 |
| 1577      | Olavus Caroli                 | –1581      | Kyrkoherde i Vårdsbergs församling.                                              |
| 1593      | Nicolaus Johannis Bjugg       | –1605      | Kyrkoherde i Vårdsbergs församling.                                              |
| 1618–1639 | Petrus Bjugg                  | 1587–1656  | Kyrkoherde i Vårdsbergs församling.                                              |
| 1639-1642 | Laurentius Ask                | -1656      | Kyrkoherde i Törnevalla församling.                                              |
| 1642-1651 | Ericus Nicolai Hillenius      | 1584-1651  | Kyrkoherde i Bankekinds församling.                                              |
| 1651-1673 | Nicolaus Svenonis Amemontanus | 1585-1673  | Kyrkoherde i Askeby församling.                                                  |
| 1724-1749 | Nicolaus Aschanius            | 1674-1749  | Kyrkoherde i Örtomta församling.                                                 |
| 1750-1759 | Nils Aurelius                 | 1674-1759  | Kyrkoherde i Askeby församling.                                                  |
| 1760-1789 | Carl Erik Hallström           | 1711-1790  | Kyrkoherde i Örtomta församling.                                                 |
| 1789-1800 | Christer Lindblom             | 1715-1800  | Kyrkoherde i Grebo församling.                                                   |
| 1800-1830 | Sven Peter Viridén            | 1756–1830  | Vice kontraktsprost 1795 och ordinarie 1800. Kyrkoherde i Benkekinds församling. |
| 1831-1834 | Claes Wimermark               | 1768–1834  | Kyrkoherde i Askeby församling.                                                  |
| 1834-1849 | Noach Georg Dandenelle        | 1766–1849  | Kyrkoherde i Åtvids församling.                                                  |
| 1850-1873 | Per Olof Forselius            | 1801-1873  | Kyrkoherde i Bankekinds församling.                                              |
| 1873-1891 | Per Johan Björling            | 1810-1891  | Kyrkoherde i Örtomta församling.                                                 |
| 1891-1898 | Axel Sundberg                 | 1840–1916  | Kyrkoherde i Furingstads församling.                                             |
| 1898-1911 | Christian Lindblom            | 1839-1917  | Kyrkoherde i Askeby församling.                                                  |
| 1911-1923 | Viktor Glimborg               | 1856–1923  | Kyrkoherde i Vårdsbergs församling.                                              |
| 1923–1940 | Aron Karlsson                 | 1867–1942  | [ 2 ]                                                                            |

## Kontraktsprostar för det gemensamma kontraktet, Bankekinds och Skärkinds kontrakt
| Ämbetstid | Namn                | Levnadstid | Övrigt                              |
| --------- | ------------------- | ---------- | ----------------------------------- |
| 1666-1692 | Ericus Ulff         | 1619-1701  | Kyrkoherde i Bankekinds församling. |
| 1692-1724 | Abrahamus Aschanius | 1632–1724  | Kyrkoherde i Askeby församling.     |